# Seiširo Šimatani
Seiširo Šimatani (japonsko 嶋谷 征四郎), japonski nogometaš, * 6. november 1938, Kjoto, Japonska, † 24. oktober 2001.
Za japonsko reprezentanco je odigral eno uradno tekmo.